# 強加條約
強加條約（imposed treaty）是指國際上，使用武力或威脅使用武力下簽署的條約。二十世紀後期國際間普遍反對武力威迫下達成條約。《維也納條約法公約》明確規定，使用非法武力強加的條約屬於無效。

## 起源
強加條約的觀念最早在18世紀至19世紀時出現，最初的大意是指其中一方締約國的意志，因為受武力恐嚇等原因而未能被完全表達。傳統上，國際間締結條約的最基本原則，是條約被締結之後便應該被尊重（即拉丁文的pacta sunt servanda）。“強加條約”是對這基本原則的例外情況。當時一般都認為，強加的條約並不等於條約無效。在尊重條約的基本原則下，它們仍然是有效，對各方依然有約束力。特別是考慮到任何和平條約必然是在武力之下締結。對西方而言，戰敗時在武力之下簽署和約，是保障國家不受敵方完全踐踏的方法。倘若和約屬於強加而變成無效，戰爭中被打敗的一方只會失去締結和約，挽回些微權益的最後機會。

## 兩次世界大戰之間
第一次世界大戰之後，美國總統威爾遜提出十四點原則。之後國際聯盟（國聯）及永久國際法庭亦相繼成立。西方各國為減少戰爭再爆發的機會，對集體安全、條約締結等國際關係問題，出現了很多新的觀點。於是開始有法律學者提出，倘若國際條約的締定是出於一個不道德的原因（例如源於侵略戰爭），那麼條約應該是屬於無效的；亦有學者認為，根據國聯的憲章宗旨，國聯的參與國所締定的條約，倘若是出於侵略戰爭，應該都是無效的。
實際施行上，兩次世界大戰期間西方各國政府對強加條約的觀念亦逐漸出現改變。雖然這期間內沒有協議明文規定武力威脅之下達成的條約屬於無效，各國對這類強加條約的態度亦很不一致；但認為強加條約可以是無效的看法亦逐漸出現在國際外交上。例如：
- 1915年日本向中國發出最後通牒後，中國被迫簽訂《二十一條》。之後美國對日本表示「鑒於中日兩國簽署條約時談判的背景，將不予承認該條約」。
- 蘇聯及德國政府於1917年12月簽訂停戰恊議後，兩國的談判在德國最後通諜下進行。雙方雖然在1918年簽署了《布列斯特-立陶夫斯克條約》，但蘇聯認為這是德國以入侵威脅的強加條約。之後德國在凡爾賽條約中，亦宣佈放棄此等以武力強加的條約。
- 德國在1919年在凡爾賽和約的談判過程中即表示，德國並沒有得到合理的談判基礎。最後的和約是在英法威脅中止停戰的情況下簽署。1936年，希特勒表示凡爾賽條約是強加於德國的，宣佈德國不予以承認。
- 十月革命後，蘇聯認為沙皇時期俄國與西方國家和日本簽定的條約是強加於俄國，但同時俄國亦有強加於其它國家的條約。1920年代及1930年代，蘇聯一方面表示某些沙皇政府時期與中國、波斯、土耳其等國簽署的條約，因為是強加於後者，故此無效而予以放棄；但同時蘇聯對其它同屬強加於中國的條約則要求中國政府予以承認。雖然蘇聯對「強加條約」的定義並沒一致的標準，但這亦反映了當時國際上開始出現對強加條約的新態度。

但亦有些情況之下，各國並不認為以武力強加的條約是無效的：
- 1938年德、法、英、意簽署的《慕尼黑協定》是德國以武力入侵捷克的威脅下簽署。但各締約國在第二次世界大戰以前都並未認為它是無效的。

## 第二次世界大戰之後
二戰之後，各國普遍認同使用武力強迫對方簽署條約的行為應被禁止。
聯合國憲章第二條第四節規定: 
會員國在國際關係上不得使用威脅或武力，侵害任何会员国或国家之领土完整或政治独立
之後1969年《維也納條約法公約》第五十二條更明文規定：
在違反聯合國憲章原則的武力或威赫之下簽訂的條約無效
至此國際法中確定了強加條約無效的法理基礎。倘若條約是於非法武力（一般是指因自衛以外而的武力）之下訂立的話，它們應該是屬於無效的。
但是至今國際法上對“威脅”的解釋仍然存有分歧。有人認為經濟壓力算是威脅的一種。亦有人則認為這樣定義過廣，應該只有使用武力的恐嚇才算威脅。

## 不平等條約
不平等条约的稱謂是中国国民政府于1920年代提出的，最初用來指西方與清朝及北洋政府所簽署的一系列條約，這些條約雖然多是強加的，但其中有許多其實是平等條約（例如列強強迫清朝與他們平等建交，外國強索外國人在中國傳教與居住的權力）。後來不平等条约的概念逐漸發展，在國際上亦有被其它國家使用。但現在法學上對何謂不平等條約還是沒有很明確的定論。有些人認為只包括使用武力或胁迫下達成的条约。這種定義下，不平等條約基本上等同於強加條約。但亦有學者認為不平等條約可以指更多不同手段下造成的不平等。這種定義下的不平等條約，包括了任何在本質上對締約國存在不平等的條約。

## 參看
- Imposed Treaties & International Law, Stuart Malawer（页面存档备份，存于） ISBN 0930342070